# HMS Gorgon (1914)
«Горгон» (англ. HMS Gorgon) та однотипний корабель «Глеттон» були закладені як броненосці берегової оборони за замовленням Королівського Норвезького флоту з іменами Bjørgvin і Nidaros.  

## Контекст
Nidaros був замовлений Норвегією в 1913 році, щоб доповнити попередні типи броненосців берегової оборони  «Eidsvold» і «Tordenskjold». Корабель назвали P / S Bjørgvin ( P/S означає Panserskip ("броньований корабель"), у той час як Nidaros - стара назва норвезького міста Тронгейм. Проте, коли почалася Перша світова війна, Королівський флот реквізував більшість військових кораблів, що знаходились у процесі будівництва у Британії за замовленнями іноземних держав.

## Служба
«Горгон» прибув до Дувру 6 червня 1918 року, де на ньому  наступні п’ять тижнів завершували роботи. Перше його  застосування у бою відбулося  26 липня, коли він випустив вісім снарядів на дальність 30 кілометрів по німецькій гаубичній батареї для калібрування своїх гармат та системи управління вогнем, що спровокувало реакцію німецької 380-міліметрової гармати з батареї "Померн", розташованої  на південь від Остенде . Через три дні віна супроводжувала «Маршал Сульт» на обстрілі батареї  "Тірпіц". Наступні півтора місяця корабель патрулював Ла-Манш, або готувався до обстрілу, запланованого на кінець вересня на підтримку великого наступу на узбережжі. 
На світанку 28 вересня 1918 р. «Горгон» разом з більшим монітором «Джеенерал Вулф» став на якір за 11 кілометрів біля Де Панне, Бельгія та відкрив вогонь близько 7:15 на мосту в Снейскерке, Бельгія, на дальності 33 кілометри. Погодні умови не сприяли обстрілу, вітер та течія зірвали корабель з кормового якоря. «Горгон» обертався навколо свого носового якоря, так що тільки її задня башта могла вести вогонь. Жоден літак не міг коригувати вогонь, тож шанси на влучення були невеликі і монітор випустив лише 11 снарядів. На нього та інші монітори протягом дня кілька разів нападали німецькі літаки без значного ефекту, а кілька батарей берегової оборони намагалися вразити їх попри димову завісу, поставлену моторними катерами, які забезпечували операцію. Наступного дня монітор випустив тринадцять снарядів під час чергової спроби знищити міст і заявив про одне влучання. Втім воно не було підтверджено подальшими спостереженнями. 
14 жовтня монітор повторив обстріл, за винятком того, що тепер його ціллю були батареї поблизу Мідлкерке. Він випустив 41 снаряд вранці на дальності 24 кілометри. Потім монітор супроводжував віце-адмірала Кіза на есмінці "Termagant" у розвідувальній місії для перевірки, чи німці ще захищають  узбережжя. Вогонь із батарей "Тірпіц" та у Раверсайді довів це, і «Горгон» був змушений відвернутися з максимальною швидкістю 26 км/год,  яка перевищила швидкість корабля під час випробувань. Тим не менш у корабель влучили осколки від близьких промахів. Наступного дня монітор повернувся обстрілу до своєї першої цілі і випустив 30 снарядів за 20 хвилин. Це були останні постріли по бельгійському узбережжю під час Першої світової війни. 
Корабель була відправлений в Портсмут після закінчення війни, де на ньому проводилось розслідування причин вибуху однотипного  корабля «Глеттон»  Монітор вивели зі складу флоту 31 серпня і приєдналися до резервного флоту у вересні. Його запропонували викупити норвежцям, але ті відхилили пропозицію, вказавши, що корабель як непридатний до їхніх вимог, оскільки через протиторпедні булі корабель став занадто широким для наявного доку в Гортені. Було здійснено декілька невдалих спроб продати монітор. Корабель роззброїли в 1922 році і використовували як мішень для оцінки наслідків вибуху бомби під водою поблизу корабля та наслідків обстрілу шестидюймових гармат. Нарешті монітор був проданий на брухт 26 серпня 1928 року. Його розібрали на колишній військово-морській верфі в Пембруку. 

## Зовнішні посилання
- Gorgon class monitors. Архів оригіналу за 1 вересня 2019. Процитовано 30 грудня 2007.